# Svitlana Mayboroda
Svetlana Mayboroda (née en 1981) est une mathématicienne ukrainienne, professeur de mathématiques à l'université du Minnesota. Sa recherche concerne l'analyse harmonique et les équations aux dérivées partielles, y compris les conditions aux limites pour les équations aux dérivées partielles elliptiques. Sa recherche a fourni un éclairage mathématique nouveau de la localisation d'Anderson, un phénomène physique dans lequel les ondes sont confinées localement plutôt que de se propager à travers un milieu, et avec cette explication, elle peut prédire les régions dans lesquelles les ondes vont être confinées.

## Biographie
Mayboroda a obtenu l'équivalent ukrainien de deux maîtrises, l'une en finances et l'autre en mathématiques appliquées, de l'université de Kharkiv en 2001, et a terminé son doctorat en 2005 à l'université du Missouri, sous la supervision de Marius Mitrea. Après des postes de professeur invitée à l'université nationale australienne, l'université de l'Ohio et l'université Brown, elle a rejoint la faculté de l'université Purdue en 2008, et a déménagé à l'université du Minnesota en 2011.
Mayboroda a été chercheuse Sloan en 2010-2015.
En 2014, elle a remporté le Prix Sadosky pour la recherche en analyse de l'Association for Women in Mathematics.
En 2016, elle a été élue fellow de l'American Mathematical Society. En 2016, elle a reçu la première chaire Northrop à l'université du Minnesota.